# Hans Allfeld
Hans Hugo Allfeld (* 18. August 1881 in Nürnberg; † unbekannt, nach 1944) war ein deutscher Diplomat in der Zeit des Nationalsozialismus.

## Leben und Tätigkeit
Hans Hugo Allfeld war ein Sohn des Kaufmanns Hans Hugo Allfeld und seiner Ehefrau Maria, geborene Hähnlein.
Allfeld war über 20 Jahre in kaufmännischen Funktionen in Marseille, Liverpool sowie in Nord-, Mittel- und Südamerika tätig. Der NSDAP trat er zum 1. Mai 1933 bei (Mitgliedsnummer 2.657.961). Seit dem 1. Oktober 1935 war er im Dienst des sogenannten Büro Ribbentrop, einer 1933 von Joachim von Ribbentrop als Parallelinstitution zum Auswärtigen Amt errichteten Parteidienststelle zur Beratung und Informierung Adolf Hitlers in außenpolitischen Fragen. In diesem übernahm er die Aufgabe des Referenten für Nord-, Mittel- und Südamerika. 1936 erhielt Allfeld die Dienststellung eines politischen Hauptstellenleiters der NSDAP.
Nach der Ernennung von Joachim von Ribbentrop zum Reichsaußenminister im Frühjahr 1938 wurde Allfeld am 2. März 1938 in den regulären Auswärtigen Dienst übernommen und wurde am 6. März 1939 zum Legationsrat ernannt.
Die diplomatisch-konsularische Prüfung legte er im April 1939 ab und übernahm am 11. Juli 1939 die konsularischen Geschäfte im neueingerichteten Konsulat in Rosario in Argentinien. Nach dem Abbruch der diplomatischen Beziehungen Argentiniens zum Deutschen Reich im Januar 1944 kehrte er am 6. Juli 1944 mit seinem 1921 geborenen Stiefsohn Bernhard nach Europa zurück.

## Familie
Seit dem 16. August 1923 war Allfeld mit Auguste Besold verheiratet. Aus der Ehe ging eine Tochter hervor.